# Llista de masies del Garraf
Llista de masies i altres construccions relacionades del Garraf ordenades per municipi.
Informació actualitzada per un bot. Els canvis manuals es perdran quan s'actualitzi!
| imatge | Nom                            | instància de     | Municipi                                | Elevació s.n.m. en m | estat de conservació | coordenades                                                             | Protecció                                            | Commons (més fotos)                     | WD                            |
| ------ | ------------------------------ | ---------------- | --------------------------------------- | -------------------- | -------------------- | ----------------------------------------------------------------------- | ---------------------------------------------------- | --------------------------------------- | ----------------------------- |
|        | Cal Carretero                  | masia            | Canyelles                               |                      |                      | 41° 17′ 10″ N, 1° 42′ 20″ E / 41.2860133810266°N,1.70557957987831°E     |                                                      |                                         | Modifica les dades a Wikidata |
|        | Cal Català                     | masia            | Canyelles                               |                      |                      | 41° 16′ 44″ N, 1° 42′ 37″ E / 41.2788785846858°N,1.71031765803051°E     |                                                      |                                         | Modifica les dades a Wikidata |
|        | Cal Deus                       | masia            | Canyelles                               |                      |                      | 41° 16′ 28″ N, 1° 41′ 55″ E / 41.2744061371629°N,1.69869291239593°E     |                                                      |                                         | Modifica les dades a Wikidata |
|        | Cal Domingo                    | masia            | Canyelles                               |                      |                      | 41° 17′ 38″ N, 1° 42′ 38″ E / 41.2940219186768°N,1.71047323623607°E     |                                                      |                                         | Modifica les dades a Wikidata |
|        | Cal Dori                       | masia            | Canyelles                               |                      |                      | 41° 16′ 30″ N, 1° 43′ 35″ E / 41.2749151957399°N,1.72649046153159°E     |                                                      |                                         | Modifica les dades a Wikidata |
|        | Cal Fort                       | masia            | Canyelles                               |                      |                      | 41° 17′ 21″ N, 1° 42′ 34″ E / 41.2891108861493°N,1.70949514561929°E     |                                                      |                                         | Modifica les dades a Wikidata |
|        | Cal Maset                      | masia            | Canyelles                               |                      |                      | 41° 16′ 36″ N, 1° 43′ 14″ E / 41.2766337002352°N,1.72063030373088°E     |                                                      |                                         | Modifica les dades a Wikidata |
|        | Cal Muntaner                   | masia            | Canyelles                               |                      |                      | 41° 16′ 51″ N, 1° 42′ 23″ E / 41.280707119991°N,1.70630537004213°E      |                                                      |                                         | Modifica les dades a Wikidata |
|        | Cal Roca                       | masia            | Canyelles                               |                      |                      | 41° 16′ 51″ N, 1° 43′ 48″ E / 41.2807282624141°N,1.7300432749958°E      |                                                      |                                         | Modifica les dades a Wikidata |
|        | Cal Sidós                      | masia            | Canyelles                               |                      |                      | 41° 17′ 20″ N, 1° 43′ 52″ E / 41.2890259017675°N,1.73101688291972°E     |                                                      |                                         | Modifica les dades a Wikidata |
|        | Cal Simó                       | masia            | Canyelles                               |                      |                      | 41° 16′ 46″ N, 1° 42′ 28″ E / 41.2795446971523°N,1.70786866375128°E     |                                                      |                                         | Modifica les dades a Wikidata |
|        | Cal Vidal                      | masia            | Canyelles                               |                      |                      | 41° 16′ 58″ N, 1° 42′ 21″ E / 41.2828271829057°N,1.70579778816529°E     |                                                      |                                         | Modifica les dades a Wikidata |
|        | Cal Xum                        | masia            | Canyelles                               |                      |                      | 41° 16′ 50″ N, 1° 43′ 17″ E / 41.2804988206561°N,1.72152201450892°E     |                                                      |                                         | Modifica les dades a Wikidata |
|        | Can Ferrer de Llacunalba       | masia            | Canyelles                               |                      |                      | 41° 16′ 32″ N, 1° 42′ 42″ E / 41.2754698555524°N,1.71157874943094°E     |                                                      |                                         | Modifica les dades a Wikidata |
|        | Can Padrí                      | masia            | Canyelles                               |                      |                      | 41° 17′ 13″ N, 1° 43′ 28″ E / 41.286979777451°N,1.72436904024275°E      |                                                      |                                         | Modifica les dades a Wikidata |
|        | Can Pubill                     | masia            | Canyelles                               |                      |                      | 41° 17′ 34″ N, 1° 43′ 57″ E / 41.2926978202853°N,1.7323669335492°E      |                                                      |                                         | Modifica les dades a Wikidata |
|        | Can Saba                       | masia            | Canyelles                               |                      |                      | 41° 17′ 10″ N, 1° 43′ 19″ E / 41.286111111111°N,1.7219444444444°E       | bé integrant del patrimoni cultural català           | Can Saba                                | Modifica les dades a Wikidata |
|        | Coma de l'Olla                 | masia            | Canyelles                               |                      |                      | 41° 16′ 58″ N, 1° 44′ 19″ E / 41.28286691742°N,1.73858753438595°E       |                                                      |                                         | Modifica les dades a Wikidata |
|        | el Pinar                       | masia            | Canyelles                               |                      |                      | 41° 17′ 24″ N, 1° 43′ 22″ E / 41.2901333120033°N,1.72282673285863°E     |                                                      |                                         | Modifica les dades a Wikidata |
|        | els Girabals de Baix           | masia            | Canyelles                               |                      |                      | 41° 17′ 08″ N, 1° 44′ 56″ E / 41.285581216435°N,1.74876929730614°E      |                                                      |                                         | Modifica les dades a Wikidata |
|        | els Girabals de Dalt           | masia            | Canyelles                               |                      |                      | 41° 16′ 55″ N, 1° 44′ 42″ E / 41.2820101969688°N,1.74508802654366°E     |                                                      |                                         | Modifica les dades a Wikidata |
|        | la Casa Nova                   | masia            | Canyelles                               |                      |                      | 41° 16′ 31″ N, 1° 44′ 21″ E / 41.2751812232109°N,1.73920118102239°E     |                                                      |                                         | Modifica les dades a Wikidata |
|        | la Cogullada                   | masia            | Canyelles                               |                      |                      | 41° 18′ 05″ N, 1° 43′ 18″ E / 41.3013351230488°N,1.7217003894346°E      |                                                      |                                         | Modifica les dades a Wikidata |
|        | la Ginesta                     | masia            | Canyelles                               |                      |                      | 41° 17′ 01″ N, 1° 42′ 29″ E / 41.2837454152194°N,1.70815597173311°E     |                                                      |                                         | Modifica les dades a Wikidata |
|        | Mas Rossell                    | masia            | Canyelles                               |                      |                      | 41° 17′ 04″ N, 1° 42′ 39″ E / 41.2843685581088°N,1.71071109499309°E     |                                                      |                                         | Modifica les dades a Wikidata |
|        | Ca l'Aleix                     | masia            | Cubelles                                |                      |                      | 41° 12′ 32″ N, 1° 40′ 36″ E / 41.20891°N,1.67654°E                      |                                                      |                                         | Modifica les dades a Wikidata |
|        | Cal Baró                       | masia            | Cubelles                                |                      |                      | 41° 12′ 51″ N, 1° 40′ 08″ E / 41.2141197612311°N,1.66885018589531°E     |                                                      |                                         | Modifica les dades a Wikidata |
|        | Cal Granell                    | masia            | Cubelles                                |                      |                      | 41° 12′ 37″ N, 1° 40′ 15″ E / 41.2103876230878°N,1.67092974822424°E     |                                                      |                                         | Modifica les dades a Wikidata |
|        | Can Cucurella                  | masia            | Cubelles                                |                      |                      | 41° 14′ 27″ N, 1° 39′ 38″ E / 41.2407937011157°N,1.66052835694241°E     |                                                      |                                         | Modifica les dades a Wikidata |
|        | Can Travé                      | masia            | Cubelles                                | 18                   |                      | 41° 12′ 32″ N, 1° 40′ 31″ E / 41.2088°N,1.67519°E                       | bé cultural d'interès local                          | Can Travé (Cubelles)                    | Modifica les dades a Wikidata |
|        | Corral d'en Cona               | masia            | Cubelles                                |                      |                      | 41° 13′ 15″ N, 1° 40′ 09″ E / 41.22097°N,1.6692°E                       |                                                      |                                         | Modifica les dades a Wikidata |
|        | el Corral de l'Almirall        | masia            | Cubelles                                |                      |                      | 41° 13′ 10″ N, 1° 39′ 27″ E / 41.219545260986°N,1.65746666627184°E      |                                                      |                                         | Modifica les dades a Wikidata |
|        | el Molí de l'Esteper           | masia edifici    | Cubelles                                |                      |                      | 41° 13′ 00″ N, 1° 39′ 55″ E / 41.2166°N,1.66517°E                       | bé integrant del patrimoni cultural català           |                                         | Modifica les dades a Wikidata |
|        | el Salze                       | masia            | Cubelles                                |                      |                      | 41° 13′ 49″ N, 1° 40′ 14″ E / 41.2302805556179°N,1.67051496064227°E     |                                                      |                                         | Modifica les dades a Wikidata |
|        | Gallifa                        | masia            | Cubelles                                |                      |                      | 41° 12′ 56″ N, 1° 40′ 01″ E / 41.2155945242832°N,1.66707866180574°E     |                                                      |                                         | Modifica les dades a Wikidata |
|        | Mas d'en Pedro                 | masia            | Cubelles                                |                      |                      | 41° 12′ 08″ N, 1° 38′ 39″ E / 41.2023274806455°N,1.64403163821139°E     |                                                      |                                         | Modifica les dades a Wikidata |
|        | Mas de Sant Salvador           | masia            | Cubelles                                |                      |                      | 41° 13′ 29″ N, 1° 40′ 20″ E / 41.2248407323418°N,1.672140350905°E       |                                                      |                                         | Modifica les dades a Wikidata |
|        | Mas Guineu                     | masia            | Cubelles                                |                      |                      | 41° 12′ 24″ N, 1° 39′ 03″ E / 41.2066950120319°N,1.65083543104309°E     | bé cultural d'interès local                          |                                         | Modifica les dades a Wikidata |
|        | Mas Manolita                   | masia            | Cubelles                                |                      |                      | 41° 12′ 24″ N, 1° 40′ 01″ E / 41.2066206632495°N,1.66687914759581°E     |                                                      |                                         | Modifica les dades a Wikidata |
|        | Mas Trader                     | masia            | Cubelles                                |                      |                      | 41° 13′ 28″ N, 1° 39′ 32″ E / 41.22434°N,1.65882°E                      |                                                      |                                         | Modifica les dades a Wikidata |
|        | Mas Xinxola                    | masia            | Cubelles                                |                      |                      | 41° 13′ 01″ N, 1° 39′ 27″ E / 41.2169063951501°N,1.65749677645338°E     |                                                      |                                         | Modifica les dades a Wikidata |
|        | Mas Xinxola                    | masia            | Cubelles                                |                      |                      | 41° 12′ 40″ N, 1° 39′ 29″ E / 41.21108°N,1.65818°E                      |                                                      |                                         | Modifica les dades a Wikidata |
|        | Cal Fuster                     | masia            | Olivella                                |                      |                      | 41° 18′ 26″ N, 1° 45′ 38″ E / 41.3072991387238°N,1.76050288310914°E     | bé cultural d'interès local                          |                                         | Modifica les dades a Wikidata |
|        | Cal Gavarró                    | masia            | Olivella                                |                      |                      | 41° 18′ 38″ N, 1° 46′ 37″ E / 41.3106548489508°N,1.77696104712527°E     |                                                      |                                         | Modifica les dades a Wikidata |
|        | Cal Muntaner                   | masia            | Olivella                                |                      |                      | 41° 18′ 56″ N, 1° 48′ 18″ E / 41.31563°N,1.8049°E                       | bé cultural d'interès local                          | Cal Muntaner (Olivella)                 | Modifica les dades a Wikidata |
|        | Can Camps                      | masia            | Olivella                                |                      |                      | 41° 18′ 19″ N, 1° 49′ 04″ E / 41.305277777777775°N,1.8177777777777775°E | bé cultural d'interès local                          | Can Camps (Olivella)                    | Modifica les dades a Wikidata |
|        | Can Carreres                   | masia            | Olivella                                |                      |                      | 41° 17′ 14″ N, 1° 45′ 29″ E / 41.2871846005801°N,1.75792206386563°E     |                                                      |                                         | Modifica les dades a Wikidata |
|        | Can Duran                      | masia            | Olivella                                |                      |                      | 41° 18′ 49″ N, 1° 48′ 13″ E / 41.3135644932518°N,1.80354811464215°E     |                                                      |                                         | Modifica les dades a Wikidata |
|        | Can Grau                       | masia            | Olivella                                |                      |                      | 41° 18′ 25″ N, 1° 50′ 17″ E / 41.3069°N,1.83807°E                       | bé integrant del patrimoni cultural català           | Can Grau (Olivella)                     | Modifica les dades a Wikidata |
|        | Can Macià                      | masia            | Olivella                                |                      |                      | 41° 18′ 10″ N, 1° 45′ 51″ E / 41.3028878472961°N,1.76407433261114°E     |                                                      |                                         | Modifica les dades a Wikidata |
|        | Can Marser                     | masia edifici    | Olivella                                | 171                  |                      | 41° 16′ 37″ N, 1° 50′ 02″ E / 41.2770724342701°N,1.83401757375277°E     | bé cultural d'interès local                          | Can Marser (Olivella)                   | Modifica les dades a Wikidata |
|        | Can Miquel                     | masia            | Olivella                                |                      |                      | 41° 18′ 46″ N, 1° 47′ 29″ E / 41.312797034316°N,1.79130482860675°E      |                                                      |                                         | Modifica les dades a Wikidata |
|        | Can Miret                      | masia            | Olivella                                |                      |                      | 41° 18′ 05″ N, 1° 45′ 37″ E / 41.3013619721322°N,1.76038837571204°E     |                                                      |                                         | Modifica les dades a Wikidata |
|        | Can Pau                        | masia            | Olivella                                |                      |                      | 41° 18′ 40″ N, 1° 48′ 45″ E / 41.3111°N,1.81249°E                       | bé cultural d'interès local                          | Can Pau (Olivella)                      | Modifica les dades a Wikidata |
|        | Can Ramonet                    | masia            | Olivella                                |                      |                      | 41° 16′ 44″ N, 1° 50′ 38″ E / 41.27884°N,1.84378°E                      | bé integrant del patrimoni cultural català           |                                         | Modifica les dades a Wikidata |
|        | Can Suriol                     | masia            | Olivella                                |                      |                      | 41° 18′ 43″ N, 1° 47′ 29″ E / 41.31195°N,1.79137°E                      | bé integrant del patrimoni cultural català           | Can Suriol (Olivella)                   | Modifica les dades a Wikidata |
|        | Can Surià                      | masia            | Olivella                                |                      |                      | 41° 18′ 53″ N, 1° 46′ 28″ E / 41.31465148925781°N,1.774377942085266°E   |                                                      |                                         | Modifica les dades a Wikidata |
|        | Can Surià                      | masia            | Olivella                                |                      |                      | 41° 19′ 05″ N, 1° 45′ 54″ E / 41.31799°N,1.76493°E                      | bé cultural d'interès local                          |                                         | Modifica les dades a Wikidata |
|        | Casa Nova                      | masia            | Olivella                                | 212                  | ruïnós               | 41° 16′ 18″ N, 1° 51′ 13″ E / 41.27159°N,1.85353°E                      | bé integrant del patrimoni cultural català           |                                         | Modifica les dades a Wikidata |
|        | Casa vella de la Plana Novella | masia            | Olivella                                | 281                  |                      | 41° 17′ 29″ N, 1° 51′ 04″ E / 41.291523°N,1.851234°E                    |                                                      |                                         | Modifica les dades a Wikidata |
|        | Corral Nou                     | masia            | Olivella                                |                      |                      | 41° 17′ 59″ N, 1° 51′ 11″ E / 41.2998°N,1.85307°E                       | bé integrant del patrimoni cultural català           | Corral Nou (Olivella)                   | Modifica les dades a Wikidata |
|        | el Mas Nou                     | masia            | Olivella                                |                      |                      | 41° 17′ 20″ N, 1° 50′ 17″ E / 41.2888308052047°N,1.83792834270469°E     |                                                      |                                         | Modifica les dades a Wikidata |
|        | el Maset de la Miquela         | masia            | Olivella                                |                      |                      | 41° 17′ 36″ N, 1° 45′ 53″ E / 41.2933555835331°N,1.76469618899494°E     |                                                      |                                         | Modifica les dades a Wikidata |
|        | el Pou de la Vinya             | masia            | Olivella                                |                      |                      | 41° 18′ 18″ N, 1° 47′ 58″ E / 41.304895725504°N,1.799570014301°E        |                                                      |                                         | Modifica les dades a Wikidata |
|        | el Rourell                     | masia            | Olivella                                |                      |                      | 41° 18′ 06″ N, 1° 48′ 21″ E / 41.3016431561935°N,1.8057249834925°E      |                                                      |                                         | Modifica les dades a Wikidata |
|        | els Masets                     | masia            | Olivella                                |                      |                      | 41° 17′ 06″ N, 1° 49′ 21″ E / 41.28512°N,1.82247°E                      | bé cultural d'interès local                          |                                         | Modifica les dades a Wikidata |
|        | els Pelagons de Dalt           | masia            | Olivella                                |                      |                      | 41° 19′ 20″ N, 1° 47′ 28″ E / 41.3221458626075°N,1.79121571720549°E     | bé cultural d'interès local                          |                                         | Modifica les dades a Wikidata |
|        | la Bassa Nova                  | masia            | Olivella                                |                      |                      | 41° 18′ 01″ N, 1° 50′ 41″ E / 41.3003922145652°N,1.84466284744645°E     |                                                      |                                         | Modifica les dades a Wikidata |
|        | la Fassina                     | masia            | Olivella                                |                      |                      | 41° 16′ 41″ N, 1° 50′ 08″ E / 41.27793°N,1.83546°E                      | bé integrant del patrimoni cultural català           | La Fassina (Olivella)                   | Modifica les dades a Wikidata |
|        | la Mesquita                    | masia            | Olivella                                |                      |                      | 41° 18′ 03″ N, 1° 48′ 41″ E / 41.3007120990445°N,1.81149922315307°E     |                                                      |                                         | Modifica les dades a Wikidata |
|        | la Roqueta                     | masia            | Olivella                                |                      |                      | 41° 17′ 43″ N, 1° 45′ 07″ E / 41.295382021577°N,1.7519708901341°E       |                                                      |                                         | Modifica les dades a Wikidata |
|        | les Piques                     | masia            | Olivella                                |                      |                      | 41° 18′ 35″ N, 1° 50′ 28″ E / 41.3097°N,1.84119°E                       | bé cultural d'interès local                          | Les Piques (Olivella)                   | Modifica les dades a Wikidata |
|        | Mas Bargalló                   | masia            | Olivella                                |                      |                      | 41° 17′ 52″ N, 1° 49′ 02″ E / 41.2978534985537°N,1.81730812602873°E     |                                                      |                                         | Modifica les dades a Wikidata |
|        | Mas d'Aliona                   | masia            | Olivella                                |                      |                      | 41° 17′ 54″ N, 1° 49′ 03″ E / 41.29840604527°N,1.81760868946125°E       |                                                      |                                         | Modifica les dades a Wikidata |
|        | Mas d'en Mestre                | masia            | Olivella                                |                      |                      | 41° 17′ 08″ N, 1° 45′ 33″ E / 41.2854418868089°N,1.75919705247356°E     |                                                      |                                         | Modifica les dades a Wikidata |
|        | Mas de Liona i Mas Bargalló    | masia            | Olivella                                |                      |                      | 41° 17′ 58″ N, 1° 49′ 03″ E / 41.29944444444445°N,1.8175°E              | bé cultural d'interès local                          |                                         | Modifica les dades a Wikidata |
|        | Mas Guineu                     | masia            | Olivella                                |                      |                      | 41° 18′ 59″ N, 1° 46′ 52″ E / 41.3163904215894°N,1.78099955452326°E     |                                                      |                                         | Modifica les dades a Wikidata |
|        | Mas Llorenç                    | masia            | Olivella                                |                      |                      | 41° 16′ 59″ N, 1° 50′ 26″ E / 41.28313°N,1.84067°E                      | bé integrant del patrimoni cultural català           | Mas Llorenç (Olivella)                  | Modifica les dades a Wikidata |
|        | Mas Milà                       | masia            | Olivella                                |                      |                      | 41° 17′ 55″ N, 1° 46′ 35″ E / 41.2987°N,1.77636°E                       | bé cultural d'interès local                          |                                         | Modifica les dades a Wikidata |
|        | Mas Morsell                    | masia            | Olivella                                |                      |                      | 41° 17′ 03″ N, 1° 51′ 08″ E / 41.28415°N,1.85216°E                      | bé integrant del patrimoni cultural català           |                                         | Modifica les dades a Wikidata |
|        | Mas Puig de Montombra          | masia            | Olivella                                |                      |                      | 41° 19′ 35″ N, 1° 46′ 34″ E / 41.3264806142133°N,1.7760796061486°E      |                                                      |                                         | Modifica les dades a Wikidata |
|        | Mas Sabatat                    | masia            | Olivella                                |                      |                      | 41° 18′ 39″ N, 1° 46′ 18″ E / 41.3108502772965°N,1.77162932781187°E     |                                                      |                                         | Modifica les dades a Wikidata |
|        | Mas Vendrell                   | masia            | Olivella                                |                      |                      | 41° 17′ 09″ N, 1° 50′ 06″ E / 41.28576°N,1.83504°E                      | bé integrant del patrimoni cultural català           | Mas Vendrell (Olivella)                 | Modifica les dades a Wikidata |
|        | Maset de Baix                  | masia            | Olivella                                |                      |                      | 41° 17′ 04″ N, 1° 49′ 05″ E / 41.284495056347°N,1.81815840819415°E      |                                                      |                                         | Modifica les dades a Wikidata |
|        | Maset de Dalt                  | masia            | Olivella                                |                      |                      | 41° 17′ 07″ N, 1° 49′ 22″ E / 41.285271880684°N,1.82276582582812°E      |                                                      |                                         | Modifica les dades a Wikidata |
|        | Masia del Rector               | masia            | Olivella                                |                      |                      | 41° 19′ 15″ N, 1° 48′ 58″ E / 41.3207203221392°N,1.81611812546787°E     |                                                      |                                         | Modifica les dades a Wikidata |
|        | Turiols                        | masia            | Olivella                                |                      |                      | 41° 18′ 45″ N, 1° 46′ 41″ E / 41.3123947267318°N,1.77794398704828°E     |                                                      |                                         | Modifica les dades a Wikidata |
|        | Ca l'Almirall de la Font       | masia            | Sant Pere de Ribes                      |                      |                      | 41° 16′ 57″ N, 1° 47′ 51″ E / 41.282545°N,1.797618°E                    | bé cultural d'interès local                          | Ca n'Almirall de la Font                | Modifica les dades a Wikidata |
|        | Ca l'Artigues del Palou        | masia            | Sant Pere de Ribes                      | 90                   |                      | 41° 15′ 55″ N, 1° 46′ 58″ E / 41.265358°N,1.782652°E                    | bé cultural d'interès local                          | Ca l'Artigues del Palou                 | Modifica les dades a Wikidata |
|        | Ca l'Escolà                    | masia            | Sant Pere de Ribes                      |                      |                      | 41° 15′ 30″ N, 1° 47′ 15″ E / 41.258471°N,1.787521°E                    | bé cultural d'interès local                          | Ca l'Escolà (Sant Pere de Ribes)        | Modifica les dades a Wikidata |
|        | Ca la Toneta                   | masia            | Sant Pere de Ribes                      |                      |                      | 41° 15′ 57″ N, 1° 46′ 57″ E / 41.2657286681175°N,1.78237214007971°E     |                                                      |                                         | Modifica les dades a Wikidata |
|        | Can Baró de la Cabreta         | masia            | Sant Pere de Ribes                      |                      |                      | 41° 14′ 31″ N, 1° 46′ 59″ E / 41.242038°N,1.783038°E                    | bé cultural d'interès local                          |                                         | Modifica les dades a Wikidata |
|        | Can Bertran                    | masia            | Sant Pere de Ribes                      |                      |                      | 41° 16′ 00″ N, 1° 47′ 24″ E / 41.266666666667°N,1.79°E                  | bé cultural d'interès local                          |                                         | Modifica les dades a Wikidata |
|        | Can Bruguera                   | masia            | Sant Pere de Ribes                      |                      |                      | 41° 14′ 42″ N, 1° 47′ 20″ E / 41.244936°N,1.788806°E                    | bé cultural d'interès local                          |                                         | Modifica les dades a Wikidata |
|        | Can Climent                    | masia            | Sant Pere de Ribes                      | 80                   |                      | 41° 15′ 16″ N, 1° 45′ 31″ E / 41.254556°N,1.758481°E                    | bé cultural d'interès local                          | Can Climent (Sant Pere de Ribes)        | Modifica les dades a Wikidata |
|        | can Coll                       | masia            | Sant Pere de Ribes                      |                      |                      | 41° 15′ 13″ N, 1° 46′ 18″ E / 41.253628°N,1.771528°E                    | bé cultural d'interès local                          | Can Coll (Sant Pere de Ribes)           | Modifica les dades a Wikidata |
|        | Can Dos Diners                 | masia            | Sant Pere de Ribes                      | 50                   |                      | 41° 15′ 12″ N, 1° 46′ 02″ E / 41.2532718114755°N,1.76719434538774°E     |                                                      | Can Dos Diners                          | Modifica les dades a Wikidata |
|        | Can Feina                      | masia            | Sant Pere de Ribes                      | 64                   |                      | 41° 15′ 22″ N, 1° 45′ 45″ E / 41.25619°N,1.762397°E                     | bé cultural d'interès local                          | Can Feina (Sant Pere de Ribes)          | Modifica les dades a Wikidata |
|        | Can Fontanals                  | masia            | Sant Pere de Ribes                      | 56                   |                      | 41° 15′ 20″ N, 1° 45′ 54″ E / 41.255463°N,1.764939°E                    | bé cultural d'interès local                          | Can Fontanals (Sant Pere de Ribes)      | Modifica les dades a Wikidata |
|        | Can Giralt                     | masia            | Sant Pere de Ribes                      |                      |                      | 41° 15′ 49″ N, 1° 46′ 49″ E / 41.263603°N,1.780354°E                    | bé cultural d'interès local                          | Can Giralt (Sant Pere de Ribes)         | Modifica les dades a Wikidata |
|        | Can Jove                       | masia            | Sant Pere de Ribes                      |                      |                      | 41° 15′ 20″ N, 1° 45′ 56″ E / 41.255555555556°N,1.7655555555556°E       | bé cultural d'interès local                          | Can Jove (Sant Pere de Ribes)           | Modifica les dades a Wikidata |
|        | Can Lloses                     | masia            | Sant Pere de Ribes                      |                      |                      | 41° 16′ 12″ N, 1° 47′ 30″ E / 41.2699972085738°N,1.79167679196505°E     |                                                      |                                         | Modifica les dades a Wikidata |
|        | Can Macià                      | masia            | Sant Pere de Ribes                      | 31                   |                      | 41° 15′ 11″ N, 1° 46′ 46″ E / 41.253056°N,1.779444°E                    | bé cultural d'interès local                          | Masia de Can Macià (Sant Pere de Ribes) | Modifica les dades a Wikidata |
|        | Can Marcer de la Penya         | masia            | Sant Pere de Ribes                      |                      |                      | 41° 16′ 19″ N, 1° 47′ 53″ E / 41.272052°N,1.798161°E                    | bé cultural d'interès local                          |                                         | Modifica les dades a Wikidata |
|        | Can Martí del Mas Roig         | masia            | Sant Pere de Ribes                      |                      |                      | 41° 15′ 09″ N, 1° 44′ 21″ E / 41.252484°N,1.739037°E                    | bé cultural d'interès local                          | Can Martí (Sant Pere de Ribes)          | Modifica les dades a Wikidata |
|        | Can Masalleres                 | masia            | Sant Pere de Ribes                      |                      |                      | 41° 15′ 26″ N, 1° 44′ 24″ E / 41.257311°N,1.739953°E                    | bé cultural d'interès local                          |                                         | Modifica les dades a Wikidata |
|        | Can Mestre dels Clapers        | masia            | Sant Pere de Ribes                      | 37                   |                      | 41° 15′ 21″ N, 1° 46′ 55″ E / 41.255934°N,1.781963°E                    | bé cultural d'interès local                          | Can Mestres dels Clapers                | Modifica les dades a Wikidata |
|        | Can Miret de les Parellades    | masia            | Sant Pere de Ribes                      | 44                   |                      | 41° 15′ 51″ N, 1° 46′ 13″ E / 41.264116666667°N,1.7703777777778°E       | bé cultural d'interès local                          | Can Miret de les Parellades             | Modifica les dades a Wikidata |
|        | Can Miret de les Torres        | masia            | Sant Pere de Ribes                      |                      |                      | 41° 15′ 02″ N, 1° 47′ 32″ E / 41.250469°N,1.792266°E                    | bé cultural d'interès local                          | Can Miret de les Torres                 | Modifica les dades a Wikidata |
|        | Can Mironet del Bosc           | masia            | Sant Pere de Ribes                      |                      |                      | 41° 14′ 34″ N, 1° 45′ 05″ E / 41.242691°N,1.751458°E                    | bé cultural d'interès local                          |                                         | Modifica les dades a Wikidata |
|        | Can Montaner del Palou         | masia            | Sant Pere de Ribes                      | 78                   |                      | 41° 15′ 48″ N, 1° 46′ 46″ E / 41.263346°N,1.779428°E                    | bé cultural d'interès local                          | Can Montaner del Palou                  | Modifica les dades a Wikidata |
|        | Can Panxo                      | masia            | Sant Pere de Ribes                      |                      |                      | 41° 15′ 28″ N, 1° 45′ 54″ E / 41.2577057347327°N,1.76487881371079°E     |                                                      |                                         | Modifica les dades a Wikidata |
|        | Can Parici                     | masia            | Sant Pere de Ribes                      | 105                  |                      | 41° 15′ 24″ N, 1° 45′ 04″ E / 41.256667°N,1.751111°E                    | bé cultural d'interès local                          | Can Parici                              | Modifica les dades a Wikidata |
|        | Can Parès                      | masia            | Sant Pere de Ribes                      |                      |                      | 41° 15′ 07″ N, 1° 44′ 09″ E / 41.251814°N,1.735948°E                    | bé cultural d'interès local                          |                                         | Modifica les dades a Wikidata |
|        | Can Pere de la Plana           | masia            | Sant Pere de Ribes                      | 154                  |                      | 41° 16′ 41″ N, 1° 48′ 17″ E / 41.278103°N,1.804671°E                    | bé cultural d'interès local                          | Can Pere de la Plana (masia)            | Modifica les dades a Wikidata |
|        | Can Peret Coll                 | masia            | Sant Pere de Ribes                      | 28                   |                      | 41° 15′ 19″ N, 1° 46′ 44″ E / 41.255254°N,1.778896°E                    | bé cultural d'interès local                          | Can Peret Coll                          | Modifica les dades a Wikidata |
|        | Can Puça                       | masia            | Sant Pere de Ribes                      |                      |                      | 41° 15′ 55″ N, 1° 46′ 57″ E / 41.26532°N,1.78263°E                      |                                                      |                                         | Modifica les dades a Wikidata |
|        | Can Quadres de la Timba        | masia            | Sant Pere de Ribes                      | 35                   |                      | 41° 15′ 19″ N, 1° 46′ 55″ E / 41.255323°N,1.781899°E                    | bé cultural d'interès local                          | Can Quadres de la Timba                 | Modifica les dades a Wikidata |
|        | Can Ramon                      | masia            | Sant Pere de Ribes                      |                      |                      | 41° 15′ 42″ N, 1° 44′ 57″ E / 41.261554°N,1.749251°E                    | bé cultural d'interès local                          | Can Ramon (Sant Pere de Ribes)          | Modifica les dades a Wikidata |
|        | Can Ramonet                    | masia            | Sant Pere de Ribes                      | 109                  |                      | 41° 15′ 56″ N, 1° 45′ 23″ E / 41.265647°N,1.75631°E                     | bé cultural d'interès local                          | Can Ramonet (Sant Pere de Ribes)        | Modifica les dades a Wikidata |
|        | Can Roig de les Torres         | masia            | Sant Pere de Ribes                      | 45                   |                      | 41° 14′ 57″ N, 1° 47′ 24″ E / 41.249276°N,1.790109°E                    | bé integrant del patrimoni cultural català           | Can Roig de les Torres                  | Modifica les dades a Wikidata |
|        | Can Tomeu                      | masia            | Sant Pere de Ribes                      |                      |                      | 41° 16′ 10″ N, 1° 46′ 09″ E / 41.269396°N,1.769201°E                    | bé cultural d'interès local                          |                                         | Modifica les dades a Wikidata |
|        | Can Vidal de la Serra          | masia            | Sant Pere de Ribes                      | 98                   |                      | 41° 15′ 19″ N, 1° 45′ 18″ E / 41.255169°N,1.755061°E                    | bé cultural d'interès local                          | Can Vidal de la Serra                   | Modifica les dades a Wikidata |
|        | Can Vidaló                     | masia            | Sant Pere de Ribes                      |                      |                      | 41° 15′ 37″ N, 1° 45′ 59″ E / 41.26038°N,1.76628°E                      |                                                      |                                         | Modifica les dades a Wikidata |
|        | Can Zidro                      | masia            | Sant Pere de Ribes                      |                      |                      | 41° 15′ 57″ N, 1° 45′ 26″ E / 41.2658°N,1.757115°E                      | bé cultural d'interès local                          | Can Zidro (Sant Pere de Ribes)          | Modifica les dades a Wikidata |
|        | Clot dels Frares               | masia casa forta | Sant Pere de Ribes                      |                      |                      | 41° 14′ 14″ N, 1° 46′ 52″ E / 41.237296°N,1.781217°E                    | bé cultural d'interès local                          | Clot dels Frares                        | Modifica les dades a Wikidata |
|        | Coll d'Entreforc               | masia            | Sant Pere de Ribes                      |                      |                      | 41° 15′ 59″ N, 1° 49′ 36″ E / 41.266463°N,1.82656°E                     | bé integrant del patrimoni cultural català           |                                         | Modifica les dades a Wikidata |
|        | Corral d'en Capdet             | masia            | Sant Pere de Ribes                      | 83                   |                      | 41° 16′ 12″ N, 1° 46′ 14″ E / 41.269898°N,1.770684°E                    | bé cultural d'interès local                          | Corral d'en Capdet                      | Modifica les dades a Wikidata |
|        | Corral d'en Massó              | masia            | Sant Pere de Ribes                      |                      |                      | 41° 16′ 37″ N, 1° 47′ 16″ E / 41.276915°N,1.787904°E                    | bé cultural d'interès local                          |                                         | Modifica les dades a Wikidata |
|        | Corral d'en Pujol              | masia            | Sant Pere de Ribes                      |                      |                      | 41° 15′ 12″ N, 1° 47′ 58″ E / 41.253333333333°N,1.7994444444444°E       | bé cultural d'interès local                          |                                         | Modifica les dades a Wikidata |
|        | el Mur                         | masia            | Sant Pere de Ribes                      |                      |                      | 41° 15′ 18″ N, 1° 45′ 46″ E / 41.255°N,1.7627777777778°E                | bé cultural d'interès local                          |                                         | Modifica les dades a Wikidata |
|        | el Racó                        | masia            | Sant Pere de Ribes                      |                      |                      | 41° 16′ 32″ N, 1° 45′ 36″ E / 41.275457°N,1.759902°E                    | bé cultural d'interès local                          |                                         | Modifica les dades a Wikidata |
|        | el Raset                       | masia            | Sant Pere de Ribes                      |                      |                      | 41° 16′ 28″ N, 1° 45′ 42″ E / 41.2743252501942°N,1.76158063337963°E     |                                                      |                                         | Modifica les dades a Wikidata |
|        | els Cocons                     | masia            | Sant Pere de Ribes                      |                      |                      | 41° 14′ 46″ N, 1° 45′ 27″ E / 41.246162°N,1.757604°E                    | bé cultural d'interès local                          |                                         | Modifica les dades a Wikidata |
|        | els Sumidors                   | masia            | Sant Pere de Ribes                      |                      |                      | 41° 16′ 54″ N, 1° 45′ 55″ E / 41.281643°N,1.765165°E                    | bé cultural d'interès local                          |                                         | Modifica les dades a Wikidata |
|        | els Vinyals                    | masia            | Sant Pere de Ribes                      |                      |                      | 41° 16′ 28″ N, 1° 44′ 53″ E / 41.274407°N,1.748188°E                    | bé cultural d'interès local                          | Els Vinyals (Sant Pere de Ribes)        | Modifica les dades a Wikidata |
|        | la Casa Gran                   | masia            | Sant Pere de Ribes                      |                      |                      | 41° 15′ 46″ N, 1° 46′ 40″ E / 41.262792°N,1.777814°E                    | bé integrant del patrimoni cultural català           | La Casa Gran (Sant Pere de Ribes)       | Modifica les dades a Wikidata |
|        | la Casa Roja                   | masia            | Sant Pere de Ribes                      |                      |                      | 41° 16′ 08″ N, 1° 47′ 23″ E / 41.268959°N,1.789653°E                    | bé cultural d'interès local                          |                                         | Modifica les dades a Wikidata |
|        | la Coma                        | masia            | Sant Pere de Ribes                      |                      |                      | 41° 16′ 05″ N, 1° 45′ 28″ E / 41.26817°N,1.757873°E                     | bé cultural d'interès local                          | La Coma (Sant Pere de Ribes)            | Modifica les dades a Wikidata |
|        | la Fassina                     | masia            | Sant Pere de Ribes                      | 71                   |                      | 41° 15′ 19″ N, 1° 45′ 41″ E / 41.255278°N,1.761389°E                    | bé cultural d'interès local                          | La Fassina (Sant Pere de Ribes)         | Modifica les dades a Wikidata |
|        | la Granja del Carme            | masia            | Sant Pere de Ribes                      | 32                   |                      | 41° 15′ 21″ N, 1° 46′ 42″ E / 41.255745°N,1.778214°E                    | bé cultural d'interès local                          | La Granja del Carme                     | Modifica les dades a Wikidata |
|        | la Masieta                     | masia            | Sant Pere de Ribes                      | 84                   |                      | 41° 15′ 45″ N, 1° 45′ 22″ E / 41.262397°N,1.756043°E                    | bé cultural d'interès local                          | La Masieta (Sant Pere de Ribes)         | Modifica les dades a Wikidata |
|        | la Mata                        | masia            | Sant Pere de Ribes                      |                      |                      | 41° 14′ 23″ N, 1° 46′ 09″ E / 41.239642°N,1.769046°E                    | bé cultural d'interès local                          |                                         | Modifica les dades a Wikidata |
|        | la Serra                       | masia            | Sant Pere de Ribes                      |                      | bon estat            | 41° 15′ 21″ N, 1° 45′ 12″ E / 41.2558°N,1.75322°E                       |                                                      | La Serra (Sant Pere de Ribes)           | Modifica les dades a Wikidata |
|        | la Torreta                     | masia            | Sant Pere de Ribes                      |                      |                      | 41° 17′ 09″ N, 1° 46′ 34″ E / 41.285705°N,1.776206°E                    | bé cultural d'interès local                          |                                         | Modifica les dades a Wikidata |
|        | les Casetes d'en Portacreu     | masia            | Sant Pere de Ribes                      |                      |                      | 41° 15′ 19″ N, 1° 47′ 50″ E / 41.255219°N,1.797252°E                    | bé cultural d'interès local                          |                                         | Modifica les dades a Wikidata |
|        | Mas Alba                       | masia            | Sant Pere de Ribes                      | 155                  |                      | 41° 15′ 48″ N, 1° 48′ 30″ E / 41.2632968426859°N,1.80821463412039°E     |                                                      | Mas Alba (masia)                        | Modifica les dades a Wikidata |
|        | Mas Berenguera                 | masia            | Sant Pere de Ribes                      |                      |                      | 41° 17′ 09″ N, 1° 48′ 21″ E / 41.285831°N,1.805724°E                    | bé cultural d'interès local                          |                                         | Modifica les dades a Wikidata |
|        | Mas d'en Bosc                  | masia            | Sant Pere de Ribes                      | 21                   |                      | 41° 14′ 47″ N, 1° 46′ 53″ E / 41.246353°N,1.781338°E                    | bé cultural d'interès local                          | Mas d'en Bosc (Sant Pere de Ribes)      | Modifica les dades a Wikidata |
|        | Mas d'en Giralt                | masia            | Sant Pere de Ribes                      | 106                  |                      | 41° 17′ 18″ N, 1° 46′ 56″ E / 41.2883714363293°N,1.78216616646269°E     |                                                      | Mas d'en Giralt                         | Modifica les dades a Wikidata |
|        | Mas d'en Serra                 | masia            | Sant Pere de Ribes                      |                      |                      | 41° 13′ 46″ N, 1° 45′ 15″ E / 41.22934°N,1.754045°E                     | bé cultural d'interès local                          | Mas d'en Serra                          | Modifica les dades a Wikidata |
|        | Mas de les Catalunyes          | masia            | Sant Pere de Ribes                      |                      |                      | 41° 15′ 23″ N, 1° 43′ 53″ E / 41.256397°N,1.731335°E                    | bé cultural d'interès local                          | Mas de les Catalunyes                   | Modifica les dades a Wikidata |
|        | Mas de les Farigoles           | masia            | Sant Pere de Ribes                      | 54                   |                      | 41° 15′ 03″ N, 1° 45′ 54″ E / 41.250802°N,1.764951°E                    | bé cultural d'interès local                          | Mas de les Farigoles                    | Modifica les dades a Wikidata |
|        | Mas Parés de Dalt              | masia            | Sant Pere de Ribes                      |                      |                      | 41° 15′ 18″ N, 1° 43′ 59″ E / 41.25512°N,1.733048°E                     | bé cultural d'interès local                          |                                         | Modifica les dades a Wikidata |
|        | Maset d'en Lleó                | masia            | Sant Pere de Ribes                      |                      |                      | 41° 14′ 28″ N, 1° 46′ 57″ E / 41.2411110117974°N,1.782375763049°E       |                                                      |                                         | Modifica les dades a Wikidata |
|        | Maset d'en Quadres             | masia            | Sant Pere de Ribes                      |                      |                      | 41° 15′ 32″ N, 1° 48′ 58″ E / 41.2590265564155°N,1.81600351616435°E     |                                                      |                                         | Modifica les dades a Wikidata |
|        | Masia de la Carretera          | masia            | Sant Pere de Ribes                      |                      |                      | 41° 15′ 29″ N, 1° 47′ 36″ E / 41.258055555556°N,1.7933333333333°E       | bé cultural d'interès local                          |                                         | Modifica les dades a Wikidata |
|        | masia del Carç                 | masia            | Sant Pere de Ribes                      |                      |                      | 41° 14′ 50″ N, 1° 46′ 24″ E / 41.247126°N,1.77338°E                     | bé integrant del patrimoni cultural català           | Masia del Carç (Sant Pere de Ribes)     | Modifica les dades a Wikidata |
|        | Masia dels Colls               | masia            | Sant Pere de Ribes Vilanova i la Geltrú | 29                   |                      | 41° 13′ 11″ N, 1° 45′ 03″ E / 41.219724°N,1.750716°E                    | bé cultural d'interès local                          | Casa del Mar (Sant Pere de Ribes)       | Modifica les dades a Wikidata |
|        | Montgròs                       | masia            | Sant Pere de Ribes                      |                      |                      | 41° 15′ 34″ N, 1° 44′ 35″ E / 41.259391°N,1.743172°E                    | bé cultural d'interès local                          | Montgròs (Sant Pere de Ribes)           | Modifica les dades a Wikidata |
|        | Solers                         | masia            | Sant Pere de Ribes                      |                      |                      | 41° 14′ 44″ N, 1° 44′ 39″ E / 41.245623°N,1.744289°E                    | bé cultural d'interès local                          | Solers (Sant Pere de Ribes)             | Modifica les dades a Wikidata |
|        | torre de Can Bruguera          | masia casa forta | Sant Pere de Ribes                      |                      |                      | 41° 14′ 41″ N, 1° 47′ 19″ E / 41.2447°N,1.788675°E                      | bé d'interès cultural bé cultural d'interès nacional |                                         | Modifica les dades a Wikidata |
|        | Xoriguera                      | masia            | Sant Pere de Ribes                      | 61                   |                      | 41° 14′ 32″ N, 1° 45′ 15″ E / 41.242245°N,1.754074°E                    | bé cultural d'interès local                          | Can Xoriguera (Sant Pere de Ribes)      | Modifica les dades a Wikidata |
|        | Ca l'Amell                     | masia            | Sitges                                  |                      | malmès               | 41° 15′ 04″ N, 1° 52′ 31″ E / 41.25119°N,1.87514°E                      |                                                      | Ca n'Amell                              | Modifica les dades a Wikidata |
|        | Ca la Balbina                  | masia            | Sitges                                  | 230                  |                      | 41° 15′ 37″ N, 1° 52′ 42″ E / 41.2603524520857°N,1.87824383177689°E     |                                                      | Ca la Balbina (Sitges)                  | Modifica les dades a Wikidata |
|        | Cal Mallorquí                  | masia            | Sitges                                  |                      |                      | 41° 15′ 07″ N, 1° 48′ 56″ E / 41.2518523276216°N,1.81559597127354°E     |                                                      |                                         | Modifica les dades a Wikidata |
|        | Cala Ginesta                   | masia            | Sitges                                  |                      |                      | 41° 15′ 42″ N, 1° 55′ 26″ E / 41.2615990264546°N,1.92390701863477°E     |                                                      |                                         | Modifica les dades a Wikidata |
|        | Can Canyes                     | masia            | Sitges                                  |                      |                      | 41° 15′ 26″ N, 1° 54′ 20″ E / 41.2573445829822°N,1.90545116630507°E     |                                                      |                                         | Modifica les dades a Wikidata |
|        | Can Cassanyes                  | masia            | Sitges                                  |                      |                      | 41° 14′ 24″ N, 1° 51′ 27″ E / 41.2400332072438°N,1.85737365102457°E     |                                                      | Can Cassanyes (Sitges)                  | Modifica les dades a Wikidata |
|        | Can Ferran                     | masia            | Sitges                                  |                      |                      | 41° 15′ 13″ N, 1° 49′ 05″ E / 41.2537139426045°N,1.81793759450286°E     |                                                      |                                         | Modifica les dades a Wikidata |
|        | Can Fontanilles                | masia            | Sitges                                  |                      |                      | 41° 15′ 32″ N, 1° 52′ 38″ E / 41.2589746828472°N,1.87736020184871°E     |                                                      | Can Fontanilles                         | Modifica les dades a Wikidata |
|        | Can Girona                     | masia            | Sitges                                  | 20                   |                      | 41° 14′ 06″ N, 1° 46′ 38″ E / 41.2350829972061°N,1.77709414338746°E     |                                                      | Can Girona (Sitges)                     | Modifica les dades a Wikidata |
|        | Can Guixer                     | masia            | Sitges                                  | 11                   |                      | 41° 13′ 56″ N, 1° 47′ 05″ E / 41.2323343733205°N,1.78462675618427°E     |                                                      | Can Guixer (Sitges)                     | Modifica les dades a Wikidata |
|        | Can Lluçà                      | masia            | Sitges                                  | 303                  |                      | 41° 16′ 03″ N, 1° 53′ 09″ E / 41.267464°N,1.885841°E                    | bé integrant del patrimoni cultural català           | Can Lluçà                               | Modifica les dades a Wikidata |
|        | Can Maurici                    | masia            | Sitges                                  |                      |                      | 41° 15′ 40″ N, 1° 52′ 44″ E / 41.2611416800436°N,1.87881525450771°E     |                                                      |                                         | Modifica les dades a Wikidata |
|        | Can Milà                       | masia            | Sitges                                  | 26                   |                      | 41° 14′ 32″ N, 1° 48′ 19″ E / 41.242283°N,1.805197°E                    |                                                      | Can Milà (Sitges)                       | Modifica les dades a Wikidata |
|        | Can Negret                     | masia            | Sitges                                  |                      |                      | 41° 14′ 11″ N, 1° 48′ 55″ E / 41.2364901016916°N,1.81518125803894°E     |                                                      |                                         | Modifica les dades a Wikidata |
|        | Can Pere Pau                   | masia            | Sitges                                  |                      |                      | 41° 13′ 50″ N, 1° 46′ 41″ E / 41.2304366148531°N,1.77808754932323°E     |                                                      | Can Pere Pau                            | Modifica les dades a Wikidata |
|        | Can Planes                     | masia            | Sitges                                  |                      | malmès               | 41° 16′ 10″ N, 1° 52′ 23″ E / 41.26948°N,1.87314°E                      |                                                      | Can Planes (Sitges)                     | Modifica les dades a Wikidata |
|        | Can Robert                     | masia            | Sitges                                  |                      | malmès               | 41° 15′ 16″ N, 1° 52′ 35″ E / 41.2545°N,1.87639°E                       |                                                      | Can Robert (Sitges)                     | Modifica les dades a Wikidata |
|        | Can Ràfols                     | masia            | Sitges                                  |                      |                      | 41° 15′ 39″ N, 1° 52′ 46″ E / 41.26087661033°N,1.87934502877524°E       |                                                      | Can Ràfols (Campdàsens)                 | Modifica les dades a Wikidata |
|        | Casa de l'Ermità               | masia            | Sitges                                  |                      |                      | 41° 14′ 20″ N, 1° 51′ 15″ E / 41.2389374068811°N,1.85406335504138°E     |                                                      | Casa de l'Ermità                        | Modifica les dades a Wikidata |
|        | Casa de Vallbona               | masia            | Sitges                                  |                      |                      | 41° 15′ 50″ N, 1° 55′ 45″ E / 41.2638469645175°N,1.92927795666345°E     |                                                      |                                         | Modifica les dades a Wikidata |
|        | Casa Pletada                   | masia            | Sitges                                  |                      |                      | 41° 14′ 43″ N, 1° 48′ 33″ E / 41.2453096216883°N,1.80917408072837°E     |                                                      |                                         | Modifica les dades a Wikidata |
|        | Casa Vella                     | masia            | Sitges                                  |                      | ruïnós               | 41° 16′ 23″ N, 1° 52′ 47″ E / 41.273071°N,1.8798°E                      | bé integrant del patrimoni cultural català           | Casa Vella (Sitges)                     | Modifica les dades a Wikidata |
|        | el Bon Repòs                   | masia            | Sitges                                  |                      |                      | 41° 13′ 50″ N, 1° 46′ 30″ E / 41.2306574685085°N,1.77513630143436°E     |                                                      |                                         | Modifica les dades a Wikidata |
|        | el Casalot                     | masia            | Sitges                                  |                      |                      | 41° 14′ 31″ N, 1° 47′ 55″ E / 41.2419674242852°N,1.79873302127637°E     |                                                      | El Casalot (Sitges)                     | Modifica les dades a Wikidata |
|        | el Fondac                      | masia            | Sitges                                  |                      |                      | 41° 14′ 41″ N, 1° 48′ 04″ E / 41.2446682877369°N,1.8011897527813°E      |                                                      |                                         | Modifica les dades a Wikidata |
|        | l'Estellar                     | masia            | Sitges                                  |                      |                      | 41° 15′ 17″ N, 1° 49′ 19″ E / 41.254685440407°N,1.8219746412396°E       |                                                      |                                         | Modifica les dades a Wikidata |
|        | la Ginesta                     | masia            | Sitges                                  |                      |                      | 41° 15′ 41″ N, 1° 55′ 14″ E / 41.26149°N,1.92063°E                      |                                                      |                                         | Modifica les dades a Wikidata |
|        | la Morisca                     | masia            | Sitges                                  |                      |                      | 41° 14′ 39″ N, 1° 52′ 12″ E / 41.2441649275533°N,1.86986841601732°E     |                                                      |                                         | Modifica les dades a Wikidata |
|        | la Pleta                       | masia            | Sitges                                  |                      |                      | 41° 16′ 29″ N, 1° 54′ 53″ E / 41.274694°N,1.914839°E                    | bé integrant del patrimoni cultural català           | La Pleta (Sitges)                       | Modifica les dades a Wikidata |
|        | la Sínia del Rei               | masia            | Sitges                                  | 11                   |                      | 41° 13′ 50″ N, 1° 46′ 55″ E / 41.230523987437°N,1.78208304151519°E      |                                                      | La Sínia del Rei                        | Modifica les dades a Wikidata |
|        | les Basses                     | masia            | Sitges                                  |                      |                      | 41° 15′ 26″ N, 1° 50′ 30″ E / 41.257236°N,1.841611°E                    | bé integrant del patrimoni cultural català           |                                         | Modifica les dades a Wikidata |
|        | les Pruelles                   | masia            | Sitges                                  |                      |                      | 41° 14′ 59″ N, 1° 48′ 39″ E / 41.2496407177339°N,1.81076635813108°E     |                                                      |                                         | Modifica les dades a Wikidata |
|        | les Àligues                    | masia            | Sitges                                  |                      |                      | 41° 15′ 42″ N, 1° 52′ 07″ E / 41.2617526180927°N,1.86852667112044°E     |                                                      |                                         | Modifica les dades a Wikidata |
|        | Mas Cuadrell                   | masia            | Sitges                                  | 210                  |                      | 41° 15′ 59″ N, 1° 50′ 49″ E / 41.266506°N,1.84707°E                     | bé integrant del patrimoni cultural català           | Mas Quadrell                            | Modifica les dades a Wikidata |
|        | Mas d'en Puig                  | masia            | Sitges                                  |                      |                      | 41° 15′ 07″ N, 1° 49′ 24″ E / 41.251995891261°N,1.8232165165997°E       |                                                      |                                         | Modifica les dades a Wikidata |
|        | Mas dels Pins                  | masia            | Sitges                                  |                      | malmès               | 41° 14′ 34″ N, 1° 49′ 11″ E / 41.24273°N,1.81976°E                      |                                                      | Mas dels Pins                           | Modifica les dades a Wikidata |
|        | Mas Maiol                      | masia            | Sitges                                  |                      |                      | 41° 15′ 52″ N, 1° 50′ 20″ E / 41.264558°N,1.838807°E                    | bé integrant del patrimoni cultural català           |                                         | Modifica les dades a Wikidata |
|        | Mas Pasqualí                   | masia            | Sitges                                  |                      |                      | 41° 13′ 51″ N, 1° 45′ 41″ E / 41.2308899722647°N,1.76150589277413°E     |                                                      |                                         | Modifica les dades a Wikidata |
|        | Masia de les Coves             | masia            | Sitges                                  | 3                    |                      | 41° 13′ 23″ N, 1° 46′ 28″ E / 41.2231554872716°N,1.77441732777679°E     |                                                      | Masia de les Coves                      | Modifica les dades a Wikidata |
|        | Masia Güell                    | masia            | Sitges                                  |                      |                      | 41° 15′ 21″ N, 1° 54′ 20″ E / 41.2557°N,1.90557°E                       | bé integrant del patrimoni cultural català           | Masia Güell (Garraf)                    | Modifica les dades a Wikidata |
|        | Miralpeix                      | masia            | Sitges                                  |                      | ruïnós               | 41° 13′ 48″ N, 1° 46′ 19″ E / 41.22993542508218°N,1.7720550298690798°E  |                                                      | Miralpeix                               | Modifica les dades a Wikidata |
|        | Santa Bàrbara                  | masia            | Sitges                                  | 42                   |                      | 41° 14′ 31″ N, 1° 47′ 46″ E / 41.242068°N,1.796006°E                    | bé integrant del patrimoni cultural català           | Santa Bàrbara (Sitges)                  | Modifica les dades a Wikidata |
|        | Tancat del Mas d'en Puig       | masia            | Sitges                                  | 70                   |                      | 41° 14′ 51″ N, 1° 49′ 09″ E / 41.2476370803329°N,1.81913320790597°E     |                                                      | Tancat del Mas d'en Puig                | Modifica les dades a Wikidata |
|        | Xalet de la Casa Nova          | masia            | Sitges                                  |                      |                      | 41° 16′ 14″ N, 1° 51′ 04″ E / 41.2705333108972°N,1.85107540999439°E     |                                                      |                                         | Modifica les dades a Wikidata |
|        | Cal Baró                       | masia            | Vilanova i la Geltrú                    |                      |                      | 41° 15′ 34″ N, 1° 40′ 43″ E / 41.259434732243°N,1.6786473639529°E       |                                                      |                                         | Modifica les dades a Wikidata |
|        | Cal Ganso                      | masia            | Vilanova i la Geltrú                    |                      |                      | 41° 13′ 51″ N, 1° 44′ 19″ E / 41.2307318924124°N,1.73864770277918°E     |                                                      |                                         | Modifica les dades a Wikidata |
|        | Can Brunet                     | masia            | Vilanova i la Geltrú                    | 164                  | ruïnós               | 41° 15′ 13″ N, 1° 41′ 09″ E / 41.253611°N,1.685833°E                    |                                                      | Can Brunet (Vilanova i la Geltrú)       | Modifica les dades a Wikidata |
|        | Corral d'en Milà               | masia            | Vilanova i la Geltrú                    |                      |                      | 41° 13′ 47″ N, 1° 40′ 54″ E / 41.2296987428428°N,1.68180200233112°E     |                                                      |                                         | Modifica les dades a Wikidata |
|        | Corral d'en Miró               | masia            | Vilanova i la Geltrú                    |                      |                      | 41° 14′ 50″ N, 1° 41′ 29″ E / 41.2472820969782°N,1.69133053629585°E     |                                                      |                                         | Modifica les dades a Wikidata |
|        | Corral de Carro                | masia            | Vilanova i la Geltrú                    | 110                  |                      | 41° 15′ 14″ N, 1° 43′ 28″ E / 41.2538858779485°N,1.72434474314805°E     |                                                      | Corral de Carro                         | Modifica les dades a Wikidata |
|        | Corral de l'Apotecari          | masia            | Vilanova i la Geltrú                    |                      |                      | 41° 15′ 25″ N, 1° 43′ 12″ E / 41.2569826026864°N,1.72011865328518°E     |                                                      |                                         | Modifica les dades a Wikidata |
|        | el Maset                       | masia            | Vilanova i la Geltrú                    |                      |                      | 41° 15′ 19″ N, 1° 42′ 05″ E / 41.2551701926186°N,1.70145010001817°E     |                                                      |                                         | Modifica les dades a Wikidata |
|        | el Pedroell                    | masia            | Vilanova i la Geltrú                    |                      |                      | 41° 14′ 53″ N, 1° 42′ 27″ E / 41.248052846524°N,1.7075200704174°E       |                                                      |                                         | Modifica les dades a Wikidata |
|        | el Piulart                     | masia            | Vilanova i la Geltrú                    |                      |                      | 41° 13′ 56″ N, 1° 42′ 23″ E / 41.2321394803666°N,1.70639242424012°E     |                                                      |                                         | Modifica les dades a Wikidata |
|        | el Racó de Santa Llúcia        | masia            | Vilanova i la Geltrú                    |                      |                      | 41° 12′ 45″ N, 1° 42′ 07″ E / 41.2126247229592°N,1.70200562624426°E     |                                                      |                                         | Modifica les dades a Wikidata |
|        | la Bassa d'en Creixell         | masia            | Vilanova i la Geltrú                    |                      |                      | 41° 14′ 06″ N, 1° 42′ 13″ E / 41.2348816606754°N,1.70353423104353°E     |                                                      |                                         | Modifica les dades a Wikidata |
|        | la Casa del Marmolista         | masia            | Vilanova i la Geltrú                    |                      |                      | 41° 15′ 44″ N, 1° 43′ 05″ E / 41.2622637796735°N,1.71793841638458°E     |                                                      |                                         | Modifica les dades a Wikidata |
|        | la Pallissa                    | masia            | Vilanova i la Geltrú                    |                      |                      | 41° 13′ 37″ N, 1° 42′ 55″ E / 41.2269054111901°N,1.71518137223199°E     |                                                      |                                         | Modifica les dades a Wikidata |
|        | la Sínia Aparici               | masia            | Vilanova i la Geltrú                    |                      |                      | 41° 13′ 49″ N, 1° 42′ 55″ E / 41.2303115288607°N,1.7152936548476°E      |                                                      |                                         | Modifica les dades a Wikidata |
|        | la Sínia del Giralt            | masia            | Vilanova i la Geltrú                    |                      |                      | 41° 13′ 49″ N, 1° 42′ 45″ E / 41.2301816859062°N,1.71253999816713°E     |                                                      |                                         | Modifica les dades a Wikidata |
|        | la Sínia Martí                 | masia            | Vilanova i la Geltrú                    |                      |                      | 41° 13′ 55″ N, 1° 43′ 20″ E / 41.2320193385415°N,1.72225232969215°E     |                                                      |                                         | Modifica les dades a Wikidata |
|        | la Torre Nova                  | masia            | Vilanova i la Geltrú                    |                      |                      | 41° 15′ 30″ N, 1° 41′ 53″ E / 41.2583397630963°N,1.69816440138255°E     |                                                      |                                         | Modifica les dades a Wikidata |
|        | les Mesquites                  | masia            | Vilanova i la Geltrú                    | 170                  | ruïnós               | 41° 15′ 24″ N, 1° 41′ 15″ E / 41.256688°N,1.687431°E                    |                                                      | Les Mesquites (Vilanova i la Geltrú)    | Modifica les dades a Wikidata |
|        | Mas d'en Coloma                | masia            | Vilanova i la Geltrú                    | 173                  | ruïnós               | 41° 15′ 27″ N, 1° 41′ 11″ E / 41.2575407775028°N,1.68650630940748°E     |                                                      | Mas d'en Coloma (Vilanova i la Geltrú)  | Modifica les dades a Wikidata |
|        | Mas d'en Dimas                 | masia            | Vilanova i la Geltrú                    | 43                   |                      | 41° 13′ 01″ N, 1° 42′ 33″ E / 41.216808°N,1.709144°E                    | bé cultural d'interès local                          | Mas d'en Dimas                          | Modifica les dades a Wikidata |
|        | Mas d'en Mata                  | masia            | Vilanova i la Geltrú                    |                      |                      | 41° 14′ 05″ N, 1° 41′ 19″ E / 41.2348122382223°N,1.68865586511474°E     |                                                      |                                         | Modifica les dades a Wikidata |
|        | Mas d'en Perris                | masia            | Vilanova i la Geltrú                    |                      |                      | 41° 14′ 50″ N, 1° 42′ 08″ E / 41.2472418397961°N,1.70209643079271°E     |                                                      |                                         | Modifica les dades a Wikidata |
|        | Mas d'en Puig                  | masia            | Vilanova i la Geltrú                    |                      |                      | 41° 14′ 18″ N, 1° 42′ 09″ E / 41.23837353197°N,1.70246284192965°E       |                                                      |                                         | Modifica les dades a Wikidata |
|        | Mas d'en Tapet                 | masia            | Vilanova i la Geltrú                    |                      |                      | 41° 14′ 49″ N, 1° 41′ 49″ E / 41.2469768891874°N,1.69698171222254°E     |                                                      |                                         | Modifica les dades a Wikidata |
|        | Mas de l'Artís                 | masia            | Vilanova i la Geltrú                    | 189                  |                      | 41° 15′ 47″ N, 1° 41′ 43″ E / 41.262935°N,1.695351°E                    | bé cultural d'interès local                          | Mas de l'Artís                          | Modifica les dades a Wikidata |
|        | Mas de l'Esquerrer de Baix     | masia            | Vilanova i la Geltrú                    |                      |                      | 41° 12′ 35″ N, 1° 41′ 28″ E / 41.209722222222°N,1.6911111111111°E       | bé cultural d'interès local                          |                                         | Modifica les dades a Wikidata |
|        | Mas de l'Esquerrer de Dalt     | masia            | Vilanova i la Geltrú                    |                      |                      | 41° 12′ 38″ N, 1° 41′ 28″ E / 41.2106352823089°N,1.69097574023639°E     |                                                      |                                         | Modifica les dades a Wikidata |
|        | Mas de la Fam                  | masia            | Vilanova i la Geltrú                    | 192                  | ruïnós               | 41° 15′ 59″ N, 1° 42′ 03″ E / 41.2663340637714°N,1.70096627089533°E     |                                                      | Mas de la Fam                           | Modifica les dades a Wikidata |
|        | Mas de la Monja                | masia            | Vilanova i la Geltrú                    |                      |                      | 41° 14′ 30″ N, 1° 43′ 27″ E / 41.2415801117157°N,1.72421415973924°E     |                                                      |                                         | Modifica les dades a Wikidata |
|        | Mas de la Por                  | masia            | Vilanova i la Geltrú                    |                      |                      | 41° 14′ 26″ N, 1° 43′ 27″ E / 41.240633992433°N,1.72418482794349°E      |                                                      |                                         | Modifica les dades a Wikidata |
|        | Mas del Notari                 | masia            | Vilanova i la Geltrú                    |                      |                      | 41° 14′ 50″ N, 1° 43′ 14″ E / 41.24719°N,1.720466°E                     | bé cultural d'interès local                          | Mas del Notari                          | Modifica les dades a Wikidata |
|        | Mas del Padroell               | masia            | Vilanova i la Geltrú                    |                      |                      | 41° 14′ 49″ N, 1° 42′ 32″ E / 41.247024°N,1.708784°E                    | bé cultural d'interès local                          |                                         | Modifica les dades a Wikidata |
|        | Mas Palau                      | masia            | Vilanova i la Geltrú                    |                      |                      | 41° 13′ 32″ N, 1° 41′ 26″ E / 41.225555555556°N,1.6905555555556°E       | bé cultural d'interès local                          |                                         | Modifica les dades a Wikidata |
|        | Mas Ramon                      | masia            | Vilanova i la Geltrú                    |                      |                      | 41° 13′ 01″ N, 1° 41′ 44″ E / 41.2168584962299°N,1.69564717864502°E     |                                                      |                                         | Modifica les dades a Wikidata |
|        | Mas Ricard                     | masia            | Vilanova i la Geltrú                    | 105                  |                      | 41° 14′ 15″ N, 1° 41′ 03″ E / 41.2375°N,1.684167°E                      | bé cultural d'interès local                          | Mas Ricard (Vilanova i la Geltrú)       | Modifica les dades a Wikidata |
|        | Mas Roquer                     | masia            | Vilanova i la Geltrú                    | 94                   |                      | 41° 13′ 55″ N, 1° 41′ 34″ E / 41.231903°N,1.692646°E                    | bé cultural d'interès local                          | Mas de Roquer                           | Modifica les dades a Wikidata |
|        | Mas Sardet                     | masia            | Vilanova i la Geltrú                    |                      |                      | 41° 14′ 29″ N, 1° 42′ 59″ E / 41.241294°N,1.716401°E                    | bé cultural d'interès local                          | Mas Sardet                              | Modifica les dades a Wikidata |
|        | Mas Seró                       | masia            | Vilanova i la Geltrú                    | 45                   |                      | 41° 13′ 14″ N, 1° 42′ 27″ E / 41.22065°N,1.707544°E                     | bé cultural d'interès local                          | Mas Seró                                | Modifica les dades a Wikidata |
|        | Mas Torrat                     | masia            | Vilanova i la Geltrú                    |                      |                      | 41° 14′ 52″ N, 1° 41′ 13″ E / 41.2476815559939°N,1.68685896201063°E     |                                                      |                                         | Modifica les dades a Wikidata |
|        | Masia d'en Barreres            | masia            | Vilanova i la Geltrú                    |                      |                      | 41° 14′ 26″ N, 1° 43′ 35″ E / 41.2406855800941°N,1.72640345834567°E     |                                                      |                                         | Modifica les dades a Wikidata |
|        | Masia d'en Frederic            | masia            | Vilanova i la Geltrú                    |                      |                      | 41° 14′ 35″ N, 1° 43′ 15″ E / 41.2431637875383°N,1.72081797695576°E     |                                                      |                                         | Modifica les dades a Wikidata |
|        | Masia d'en Galzeran            | masia            | Vilanova i la Geltrú                    |                      |                      | 41° 15′ 10″ N, 1° 43′ 15″ E / 41.2528118350338°N,1.72090428124608°E     |                                                      |                                         | Modifica les dades a Wikidata |
|        | Masia de Can Cabanyes          | masia            | Vilanova i la Geltrú                    |                      |                      | 41° 14′ 26″ N, 1° 42′ 55″ E / 41.24062°N,1.71535°E                      | bé cultural d'interès nacional                       | Masia de Can Cabanyes                   | Modifica les dades a Wikidata |
|        | Masia de Can Xicarró           | masia            | Vilanova i la Geltrú                    |                      |                      | 41° 14′ 08″ N, 1° 42′ 38″ E / 41.23552°N,1.710515°E                     | bé cultural d'interès local                          | Masia de Can Xicarró                    | Modifica les dades a Wikidata |
|        | Masia de Carro                 | masia            | Vilanova i la Geltrú                    |                      |                      | 41° 14′ 19″ N, 1° 44′ 13″ E / 41.2387°N,1.73698°E                       | bé cultural d'interès local                          | Masia de Carro                          | Modifica les dades a Wikidata |
|        | Masia de l'Alonso              | masia            | Vilanova i la Geltrú                    |                      |                      | 41° 14′ 59″ N, 1° 43′ 33″ E / 41.2498211383671°N,1.72576056319426°E     |                                                      |                                         | Modifica les dades a Wikidata |
|        | Masia de Santa Magdalena       | masia            | Vilanova i la Geltrú                    | 55                   |                      | 41° 14′ 39″ N, 1° 43′ 55″ E / 41.244056°N,1.731844°E                    | bé cultural d'interès local                          | Masia de Santa Magdalena                | Modifica les dades a Wikidata |
|        | Masia del Pau de l'Hostal      | masia            | Vilanova i la Geltrú                    |                      |                      | 41° 13′ 33″ N, 1° 42′ 16″ E / 41.2258666749406°N,1.70447591074163°E     |                                                      |                                         | Modifica les dades a Wikidata |
|        | Masia dels Toros               | masia            | Vilanova i la Geltrú                    |                      |                      | 41° 14′ 21″ N, 1° 42′ 40″ E / 41.239145842501°N,1.7110752856956°E       |                                                      |                                         | Modifica les dades a Wikidata |
|        | Masia en Samà                  | masia            | Vilanova i la Geltrú                    | 74                   |                      | 41° 14′ 44″ N, 1° 43′ 36″ E / 41.245508°N,1.726769°E                    | bé cultural d'interès local                          | Masia en Samà                           | Modifica les dades a Wikidata |
|        | Masia Nova                     | masia            | Vilanova i la Geltrú                    |                      |                      | 41° 13′ 55″ N, 1° 44′ 29″ E / 41.2319963515276°N,1.74142740167072°E     |                                                      | Masia Nova                              | Modifica les dades a Wikidata |
|        | Sant Rafel                     | masia            | Vilanova i la Geltrú                    |                      |                      | 41° 13′ 48″ N, 1° 40′ 36″ E / 41.2300818537805°N,1.6767233942786°E      |                                                      |                                         | Modifica les dades a Wikidata |
|        | sínia d'Anton Colet            | masia            | Vilanova i la Geltrú                    |                      |                      | 41° 13′ 01″ N, 1° 43′ 09″ E / 41.21696347365971°N,1.719167232513428°E   |                                                      |                                         | Modifica les dades a Wikidata |
|        | Sínia d'en Pupa                | masia            | Vilanova i la Geltrú                    |                      |                      | 41° 13′ 01″ N, 1° 42′ 59″ E / 41.2170458912231°N,1.71632869339689°E     |                                                      |                                         | Modifica les dades a Wikidata |
|        | sínia de Poc-pa                | masia            | Vilanova i la Geltrú                    |                      |                      | 41° 13′ 03″ N, 1° 43′ 11″ E / 41.21760507077482°N,1.7196714878082278°E  |                                                      |                                         | Modifica les dades a Wikidata |
|        | Sínia de Sant Gervasi          | masia            | Vilanova i la Geltrú                    |                      |                      | 41° 12′ 58″ N, 1° 43′ 03″ E / 41.216229068971°N,1.71739442260314°E      |                                                      |                                         | Modifica les dades a Wikidata |
|        | Sínia de Torre Escardó         | masia            | Vilanova i la Geltrú                    |                      |                      | 41° 12′ 58″ N, 1° 42′ 44″ E / 41.2162058485352°N,1.71208644641154°E     |                                                      |                                         | Modifica les dades a Wikidata |
|        | Torre de l'Onclet              | masia            | Vilanova i la Geltrú                    | 41                   |                      | 41° 14′ 24″ N, 1° 43′ 44″ E / 41.240111°N,1.728995°E                    | bé cultural d'interès local                          | Torre de l'Onclet                       | Modifica les dades a Wikidata |